# Monocostus
Monocostus là một chi thực vật có hoa trong họ Costaceae.